# Andapa (Stadt)
Andapa ist eine Stadt in der Region Sava im Nordosten von Madagaskar mit 20.460 Einwohnern (2005).
Der Ort liegt am Ende der Nationalstraße RN 3b aus Sambava. Die Mehrheit der Einwohner ist in der Landwirtschaft beschäftigt. Hauptprodukte sind Reis und Vanille.